# Howrah, Tasmanien
Howrah är en del av en befolkad plats i Australien. Den ligger i kommunen Clarence och delstaten Tasmanien, i den sydöstra delen av landet, nära delstatshuvudstaden Hobart. Antalet invånare är 7 888.
Runt Howrah är det ganska tätbefolkat, med 124 invånare per kvadratkilometer.. Närmaste större samhälle är Hobart, nära Howrah. 
Genomsnittlig årsnederbörd är 697 millimeter. Den regnigaste månaden är juli, med i genomsnitt 78 mm nederbörd, och den torraste är februari, med 41 mm nederbörd.